# طاقة حركية
الطاقة الحركية هي نوع من الطاقة التي يملكها الجسم بسبب حركته، تُساوي الشغل اللازم لتسريع جسم ما من حالة السكون إلى سرعة معُينة، سواء كانت سرعة مستقيمة أو زاويّة.
بعد اقتناء هذه الطاقة إثر تسارعه، لا تتغيّر الطاقة الحركية للجسم، ويظل محتفظًا بها طالما لا يوجد احتكاك يوقفه طبقا لقانون حفظ الطاقة، ولتوقيف الجسم المتحرك وتوصيله إلى حالة السكون من جديد يتطلب بذل شغل من جديد مُساو للأول الكبح.
ويمكن للطاقة التحول من صورة لأخرى : فلننظر إلى راكب الدراجة، تتحول في جسمه الطاقة الكيميائية، المتولدة عن حرق المواد الغذائية التي حصل عليه بالأكل، إلى طاقة حركة، فهو يبذل شغلا وبذلك يتحرك بعجلته. لأن الطاقة الكيميائية تحولت إلى طاقة حركة. ولكن الطاقة الكيميائية لم تتحول بكاملها في هذا المثال إلى طاقة حركة، إذ أن جزءً منها تحول إلى طاقة حرارية في جسمه، فدرجة حرارة جسمه 37 درجة مئوية. ونلاحظ حفظ الطاقة في هذا المثال أيضا ً.
وتقاس طاقة الحركة بالوحدات التالية وحدة طاقة:
1 جول = 1 كيلوجرام. متر2. ثانية −2
1 إرج = 1 جرام. سم2. ثانية −2
1 جول = 107 إرج

## تاريخ
ويليام أكام هو أول من فرّق في سنة 1323م بين الحركة الديناميكية بمعنى الذّاتية والحركة التي تحدث إثر التعامل (مع أجسام أو قوى أخرى)، من بينها الاصطدامات.
ثم غوتفريد لايبنتز طوٌر مفهوم «القوّة الحية» (vis viva) في سنوات 1676م إلى 1689م كإشارة لفكرة الطاقة الحركية.
و في سنة 1829م أدخل كوريوليس في كتابه Calcul de l'Effet des Machines الرّياضيّات المتعلقة بالطاقة الحركية.
و أول من استعمل مصطلح طاقة حركية هو لورد كلفن سنة 1849م.

## تعريف
هنالك العديد من الأشكال التي يُمكن أن تأخذها الطاقة: الطاقة الكيميائية، والطاقة الحرارية، والإشعاع الكهرمغناطيسي، وطاقة الوضع والطاقة الكهربائية، والطاقة النووية، وتستغل طاقة الوضع في المحطات الكهرومائية لإنتاج الطاقة الكهربائية من السدود المائية.
يمكن فهم معنى الطاقة الحركية بأمثلة تفسر كيف تتحول هذه الطاقة من أو إلى أنواع أخرى من الطاقات. على سبيل المثال متسابقٌ على دراجته سيستعمل طاقته الكيماوية، التي اكتسبها من الطعام ليسرع دراجته إلى سرعة محددة. من الممكن الحفاظ على هذه السرعة دون جهد زائد ما عدا التغلب على مقاومة الهواء والاحتكاك بالأرض. تحولت الطاقة الكيماوية إلى طاقة تحرك، أو بمعنى أدق تحول جزء من الطاقة الكيميائية إلى طاقة حركة، وتحول الجزء الآخر من الطاقة الكيميائية إلى طاقة حرارية، لأن هذا الجزء الثاني أنتج في نفس الوقت حرارة في جسم المتسابق.
من الممكن أيضاً تحويل الطاقة الحركية للمتسابق إلى أنواعٍ أخرى من الطاقات، فمثلاً إذا قابل في طريقه تل عالٍ واستمر على مساره حتى يصل أعلاه، فقد تحولت طاقته الحركية أثناء الصعود إلى طاقة وضع. وتتحول طاقة الوضع هذه ثانيا إل طاقة حركة عند نزوله من أعلى إلى أسفل، فلا يحتاج لذلك بذل أي جهد، فهو يترك ببساطة الدراجة تتدرج نحو أسفل التل.
نلاحظ أنه لا يوجد فَقد في الطاقة بل تحويل من شكلٍ إلى آخر. من ناحيةٍ أخرى إذا وضعنا مولدا كهربائيا على إحدى عجلات الدراجة، تتحول جزء من الطاقة الحركية إلى طاقة كهربائية، إلا أن سرعة الدراجة يبطؤ قليلا لأن طاقة الحركة التي يبذلها راكب الدراجة يتحول جزء منها إلى طاقة كهربائية. أما إذا استعمل المتسابق فرامله، تتحول الطاقة الحركية إلى طاقة حرارية ناتجة عن الاحتكاك.

### أمثلة
المركبة الفضائية تحتاج طاقة كيميائية (احتراق الوقود) حتى تقوم بالأقلاع وتكتسب طاقة الحركة المطلوبة حتى تصل إلى سرعة المدار. وتظل طاقة الحركة التي اكتسبتها المركبة عند دورانها في المدار ثابتة لقلة وجود احتكاك. وعند دخول المركبة في الغلاف الجوي للأرض عند عودتها تنشأ قوة احتكاك كبيرة مع الهواء فتتحول طاقة الحركة للمركبة إلى طاقة حرارية تهدد حياة الرواد الراكبين في مقصورتها، ولهذا يهتم المهندسون ببناء سطح واق من الحرارة على سطح المركبة.
ومن الممكن أن تنتقل طاقة الحركة من جسم إلى آخر، بالتصادم مثلا. في لعبة البلياردو يقوم اللاعب بأعطاء الكرة طاقة حركة بضربها بالعصا، وعند تصادم الكرة بكرة أخرى تنقص سرعتها فجأة وتنتقل طاقة حركتها إلى الكرة المصدومة. ويعد هذا التصادم تصادما مرنا وتبقى طاقة الحركة ثابتة قبل وبعد التصادم احتفاظ الطاقة.

### طرق للحساب
العديد من المعادلات المختلفة التي تستخدم لحساب طاقة حركة جسم ما، وتختلف المعادلات المستخدمة بحسب الحالة المطلوب دراستها. ففي الحالات المعتادة حيث تتحرك الأجسام بسرعات أقل كثيرا من سرعة الضوء (سرعة الضوء 300000 كيلومتر/ثانية) يمكن استخدام قوانين نيوتن للميكانيكا الكلاسيكية، أما إذا تحرك الجسم بسرعة مقاربة سرعة الضوء فيجب استخدام معادلات أينشتين الناتجة عن النظرية النسبية لأن معادلات نيوتن تناسب السرعات البطيئة فقط (السرعات المعتادة). كذلك لا تصلح معادلات نيوتن لوصف حركة الذرة والإلكترونات، فهذه تـُدرس بواسطة ميكانيكا الكم

## طاقة حركة الأجسام الجاسئة
في الميكانيكا الكلاسيكية تحسب طاقة الحركة لجسيم - أو جسم بشرط أنه لا يدور - بالعلاقة :
{\displaystyle Ek={\begin{matrix}{\frac {1}{2}}\end{matrix}}mv^{2}}
حيث/
m : كتلة الجسم
v : سرعة الجسم
في النظام الدولي للوحدات تكون الكتلة مقاسة بالكيلو جرام(kg) والسرعة بالمتر على الثانية(m/s)، ويمكن التعبير عن كمية تلك الطاقة بالجول(J).
مثال : يمكن حساب طاقة الحركة لجسم كتلته 80 كجم ويتحرك بسرعة 18 م/ث كالتالي :
{\displaystyle E_{k}={\begin{matrix}{\frac {1}{2}}\end{matrix}}\cdot 80\cdot 18^{2}=12,960\ \mathrm {joules} .}
لاحظ أن طاقة الحركة تتناسب مع مربع السرعة بمعنى إذا زادت سرعة الجسم إلى الضعف، فإنه يحتاج أربع أضعاف المسافة التي كان يحتاجها عند سرعته البطيئة عند الكبح. وهذا ما يغيب عن كثير من راكبى السيارات.
وتتناسب طاقة الحركة مع كمية التحرك بالعلاقة الآتية :
{\displaystyle E_{k}={\frac {p^{2}}{2m}}}
حيث m.v = P
وهي كمية التحرك للجسم.

## اشتقاق قانون الحركة
الشغل المبذول على جسم بواسطة القوة F خلال جزء زمني صغير dt فيتحرك مسافة dx، يعادل حاصل الضرب المقياسي للقوة والأزاحة :
{\displaystyle \mathbf {F} \cdot d\mathbf {x} =\mathbf {F} \cdot \mathbf {v} dt={\frac {d\mathbf {p} }{dt}}\cdot \mathbf {v} dt=\mathbf {v} \cdot d\mathbf {p} =\mathbf {v} \cdot d(m\mathbf {v} )}
{\displaystyle d(\mathbf {v} \cdot \mathbf {v} )=(d\mathbf {v} )\cdot \mathbf {v} +\mathbf {v} \cdot (d\mathbf {v} )=2(\mathbf {v} \cdot d\mathbf {v} )}
وبفرض ثبات الكتلة :
{\displaystyle \mathbf {v} \cdot d(m\mathbf {v} )={\frac {m}{2}}d(\mathbf {v} \cdot \mathbf {v} )={\frac {m}{2}}dv^{2}=d\left({\frac {mv^{2}}{2}}\right)}
وبما أن هذا التكامل تكامل كلي (أي انه يعتمد على الحالة النهائية وليس على أساس كيف وصل الجسم إلى الحالة النهائية، لذا يمكن أن نكامل المعادلة ويكون الناتج النهائي هو طاقة الحركة :
{\displaystyle E_{k}=\int \mathbf {F} \cdot d\mathbf {x} =\int \mathbf {v} \cdot d\mathbf {p} ={\frac {mv^{2}}{2}}}

## طاقة الحركة الدورانية
عند دوران أي جسم حول محوره (خلال مركز ثقله) يكتسب الجسم طاقة حركة دورانية ({\displaystyle E_{r}})، وهي ببساطة مجموع طاقات الحركة لأجزائه.
وتستنتج كالتالي :
{\displaystyle E_{r}=\int {\frac {v^{2}dm}{2}}=\int {\frac {(r\omega )^{2}dm}{2}}={\frac {\omega ^{2}}{2}}\int {r^{2}}dm={\frac {\omega ^{2}}{2}}I={\begin{matrix}{\frac {1}{2}}\end{matrix}}I\omega ^{2}}
حيث :
- ω : السرعة الزاوية للجسم
- r : المسافة بين جزء الكتلة dm ومحور الدوران،
- {\displaystyle I} : عزم القصور الذاتي للجسم، مساو لـ{\displaystyle \int {r^{2}}dm}. (في هذه المعادلة يجب أن يؤخذ عزم القصور عند المحور المار بمركز ثقل الجسم، والسرعة الزاوية ω المقاسة يجب أن تكون بالنسبة لهذا المحور أيضا)

## طاقة حركة جسم انتقالية دورانية
تنقسم الطاقة الحركية لجسم كتلته M يتحرك مركز ثقله بسرعة {\displaystyle v_{\mathrm {s} }} إلى طاقة حركتة الانتقالية من النقطة ا إلى النقطة ب، بالإضافة إلى طاقة حركته الدورانية حول محوره:
{\displaystyle T={\frac {1}{2}}M{v_{\mathrm {s} }}^{2}+{\frac {1}{2}}J_{\mathrm {s} }\omega ^{2}}
حيث:
{\displaystyle J_{\mathrm {s} }} عزم قصوره الذاتي،
{\displaystyle \omega } سرعته الزاوية.

## طاقة حركة السوائل
في ديناميكا السوائل تحسب طاقة الحركة عادة كطاقة حركة الكثافة كالآتي :
{\displaystyle e_{\mathrm {kin} }={\frac {1}{2}}\rho v^{2}}
حيث:
{\displaystyle \rho } كثافة السائل.

## طاقة حركة الأجسام طبقا للنظرية النسبية
علمتنا النظرية النسبية أنه يوجد تكافؤ بين الطاقة والمادة، ويحدث في الطبيعة أن يتحول أحدهما إلى الآخر. أي يمكن القول بأن المادة عبارة عن طاقة مركزة. وتعطينا الطاقة الحركية لجسم أو جسيم :{\displaystyle E_{k}} في الصورة التالية :
{\displaystyle E_{k}={\frac {mc^{2}}{\sqrt {1-v^{2}/c^{2}}}}-mc^{2}}
فإذا اقتربت سرعة الجسم من سرعة الضوء فيجب حساب حركته بواسطة ميكانيكا النسبية التي أسسها أينشتاين، تقول أن كتلة الجسم تزيد بزيادة سرعته. وتعطينا كمية حركة الجسم p في الصورة العامة :
{\displaystyle p={\frac {mv}{\sqrt {1-(v/c)^{2}}}}}
حيث:
m كتلة السكون للجسم (كتلة الجسم في حالة السكون)
v سرعة الجسم
c سرعة الضوء في الفراغ.
أي أن الشغل المبذول على الجسم لرفع سرعته من حالة السكون إلى السرعة v تقدر ب:
{\displaystyle E_{k}={\frac {mc^{2}}{\sqrt {1-(v/c)^{2}}}}-mc^{2}}
وهذه المعادلة تعني أن طاقة الجسم تقترب من لانهاية عندما يقترب سرعته من سرعة الضوء، أي لا يمكن لأي جسم أن تتعدى سرعته سرعة الضوء.
كما تعطينا المعادلة أعلاه كنتيجة إضافية، المعادلة الشهيرة لأينشتاين التي تعطي تكافؤ كتلة السكون للجسم {\displaystyle E_{\mbox{rest}}} وطاقتها:
{\displaystyle E_{\mbox{rest}}=mc^{2}\!}
عندما تكون السرعة أقل كثيرا عن سرعة الضوء (v<<c) تؤول طاقة الحركة طبقا للنسبية الخاصة إلى طاقة الحركة المحسوبة طتقا لنيوتن (الميكانيكا الكلاسيكية). فبإجراء تحليل تايلور على معادلتنا والاكتفاء بعنصريها الأولين نحصل على :
{\displaystyle E_{k}\approx mc^{2}\left(1+{\frac {1}{2}}v^{2}/c^{2}\right)-mc^{2}={\frac {1}{2}}mv^{2}}
وعليه فنستطيع اعتبار الطاقة الكلية للجسم E عبارة عن قسمين، أولهما طاقة كتلة السكون للجسم، والجزء الثاني طاقة الحركة للجسم عند السرعات البطيئة والتي عندها تقوم ميكانيكا نيوتن بواجبها.
وعندما تسير الأجسام بسرعة أقل كثيرا عن سرعة الضوء (أي السرعات المعهودة لنا)، تكبر فعالية جزئي المعادلة الأولان. ويمكن إهمال الأجزاء الباقية من المعادلة لصغرها عند السرعات البطيئة، ويمكن تجريب ذلك بأخذ الجزء الثالث من تحليل تايلور :
{\displaystyle E\approx mc^{2}\left(1+{\frac {1}{2}}v^{2}/c^{2}+{\frac {3}{8}}v^{4}/c^{4}\right)=mc^{2}+{\frac {1}{2}}mv^{2}+{\frac {3}{8}}mv^{4}/c^{2}}
فعلى سبيل المثال : عند سرعة 10 km/s تكون طاقة الحركة طبقا لنيوتن بمقدار 0.07 جول/كيلوجرام بالنسبة لطاقة الحركة المحسوبة بمعادلة نيوتن البالغة 50 مليون جول /كيلوجرام. وكذلك عندما تكون سرعة الجسم 100 كيلومتر /ثانية يكون الفرق 710 جول / كيلوجرام (بالمقارنة بطاقة حركية مقدارها 5000 مليون جول /كيلوجرام في هذه الحالة).
للسرعات العالية نحصل على المعادلة الآتية لأينشتاين :
{\displaystyle E_{k}=mc^{2}\left({\frac {1}{\sqrt {1-(v/c)^{2}}}}-1\right)}
وبالمثل يمكن الحصول على كمية حركة الجسم p وتعبر عنه النسبية الخاصة بالعلاقة الآتية :
{\displaystyle E_{k}={\sqrt {p^{2}c^{2}+m^{2}c^{4}}}-mc^{2}}
فإذا قمنا بتحليل تلك المعادلة طبقا لتايلور وإهمال الأجزاء الصغيرة للسرعات البطيئة نحصل علة العلاقة العادية المطابقة لميكانيكا نيوتن.

## وحدات الطاقة
يمكن تحويل وحدات الطاقة أو الشغل بالعلاقات الآتية وحدة طاقة:
1 جول = 1 كيلوجرام. متر2. ثانية −2
1 إرج = 1 جرام. سم2. ثانية −2
1 جول = 107 إرج
1 كيلوواط ساعة = 3,6. 106 جول
1 حصان = 2,68. 106 جول